# Генріх Шікгардт (адмірал)
Не плутати з архітектором!
Генріх Шікгардт (нім. Heinrich Schickhardt; 2 травня 1885, Штутгарт — 25 червня 1944, Плешен) — німецький офіцер, контрадмірал запасу крігсмаріне.

## Біографія
1 квітня 1902 року вступив на флот. Учасник Першої світової війни. Після демобілізації армії служив на флоті. 25 вересня 1928 року вийшов у відставку. З 1 жовтня 1933 по 30 вересня 1935 року перебував в розпорядженні начальника військово-морської станції «Нордзе». 15 лютого 1939 року переданий в розпорядження крігсмаріне. З 13 вересня 1939 року — заступник судді Вищого призового суду Берліна. 30 листопада 1940 року остаточно звільнений у відставку.

## Звання
- Морський кадет (1 квітня 1902)
- Фенріх-цур-зее (11 квітня 1903)
- Лейтенант-цур-зее (29 вересня 1905)
- Оберлейтенант-цур-зее (30 березня 1908)
- Капітан-лейтенант (15 листопада 1913)
- Корветтен-капітан (1 січня 1921)
- Фрегаттен-капітан (1 січня 1928)
- Капітан-цур-зее (1 квітня 1929)
- Контрадмірал запасу (30 вересня 1933)

## Нагороди
- Колоніальна медаль із застібкою «Венесуела 1902/03»
- Залізний хрест 2-го і 1-го класу
- Орден Фрідріха (Вюртемберг), лицарський хрест 1-го класу з мечами
- Військовий Хрест Фрідріха-Августа (Ольденбург) 2-го і 1-го класу
- Хрест «За вислугу років» (Пруссія)
- Колоніальний знак
- Почесний хрест ветерана війни з мечами